# Франческа Лі
Франче́ска Лі (англ. Francesca Le; нар. 28 грудня 1970 року, Лос-Анджелес, Каліфорнія, США) — американська порноакторка та режисерка.

## Порноіндустрія
Почала зніматися у порнофільмах 1990 року, за чотири роки вийшла з порноіндустрії. Працювала у відділі продажів Extreme Associates, де зустріла свого майбутнього чоловіка Марка Вуда. 2000 року стала знову зніматись у порнофільмах.
2013 року стала однією з 16 акторок документального фільму Дебори Андерсон «Збуджена» (англ. «Aroused»).

## Нагорода
- 1994: AVN Award за найкращу сцену групового сексу (New Wave Hookers 3, з Крістал Вайлдер, Тіффані Мільйон, Лейсі Роуз, Джоном До та Рокко Сіффреді)[7]
- 2005: AVN Award за найкращу сцену орального сексу (Cum Swallowing Whores 2, з Авою Девайн, Гаєм ДеСілвою, Родом Фонтана, Стівеном Френчем, Скоттом Лайонсом, Маріо Россі та Арнольдом Шварценпекером)[8]
- 2005: включена до зали слави AVN
- 2006: включена до зали слави XRCO[9]
- 2009: CAVR Award: MILF року[10]
- 2011 включена до зали слави Urban X Awards[11]